# Годлевский, Тадеуш
Тадеуш Юзеф Флоренций Годлевский (пол. Tadeusz Józef Florencjusz Godlewski; 4 января 1878, Львов — 28 июля 1921, Львов) — польский учёный-физик и радиохимик. Педагог, профессор «Львовской политехники» (с 1910), ректор. Доктор философии (1903).
Пионер изучения химии радиоактивных веществ в Польше.

## Биография
Родился в семье Эмиля Годлевского, физиолога растений и агрохимика. Брат  Эмиля Годлевского (младшего), врача, профессора эмбриологии и биологии.
С 1897 года обучался в Ягеллонском университете. С 1900 года — ассистент кафедры физики университета. Позже продолжил учёбу в политехническом институте Стокгольма.
В 1904 году отправился в Монреаль, где стал работать под руководством Э. Резерфорда. Занимался исследованиями радиоактивного излучения.
Вернувшись на родину, защитил докторскую диссертацию во «Львовской политехнике». В 1905—1906 годах — доцент, с 1906 года — экстраординарный профессор, с 1910 года — профессор физики.
В связи с началом Первой мировой войны выехал в Вену. По возвращении во Львов был избран ректором Политехники (1918—1919). Занимался восстановлением разрушенной в результате польско-украинских сражений за Львов материальной базы института.
Зимой 1919—1920 годов получил отравление угарным газом, которое впоследствии привело к нарушению кровообращения и смерти профессора.
Тадеуш Годлевский был действительным членом Львовского научного общества, одним из создателей и членом Академии технических наук в Варшаве, а с 1921 года был членом-корреспондентом Польской академии знаний.

## Научная деятельность
Занимался исследованиями коллоидных систем.
Основатель первой в Польше лаборатории для исследований радиоактивных явлений. Проводил исследования радиоактивного ряда актиния (начинается с U-235). Обнаружил, входящий в его состав новый элемент актиния X, который позже оказался одним из изотопов радия, описал излучаемые им бета-частицы.
Автор истории польской науки.
Похоронен на Лычаковском кладбище во Львове.

## Награды
- Командорский крест Ордена Возрождения Польши (посмертно, 1936)